# Palladium (Prague)
Pour les articles homonymes, voir Palladium (homonymie).
Palladium est un centre commercial de Prague, en République tchèque. Ouvert en 2007, ce centre sur cinq niveaux, qui abrite 180 commerces et 20 restaurants, est situé dans le quartier de Nové Město.
Il a été créé en reconstruisant les bâtiments de la caserne George de Poděbrady (à l’origine la caserne Joseph) et en construisant un nouveau bâtiment. Le bâtiment compte 11 étages (cinq étages souterrains, six dans le bâtiment d’origine entièrement reconstruit).

## Histoire
Entre 1857 et 1861, un couvent a été démoli et remplacé par la caserne Joseph, avec l’aile principale et le manège dans le style néo-gothique Tudor romantique, conçu par l’architecte Achille Wolf et le constructeur viennois K. Píchal. Le style historiciste fait référence à l’architecture médiévale des forteresses. La zone comprenait également des écuries et une zone ouverte du terrain d’entraînement. Après la création de la Tchécoslovaquie, le bâtiment a été rebaptisé caserne George de Poděbrady.
En 1993 l’armée a quitté le bâtiment et l’État a décidé de vendre le bâtiment et le terrain.
Le 30 juillet 1999, le Ministère de la culture tchèque a déclaré le bâtiment principal et le manège de la caserne monument culturel. La construction du complexe multifonctionnel, avec des commerces mais également un parking souterrain et des bureaux, a duré de 2005 à 2007.

## Galerie de photographies

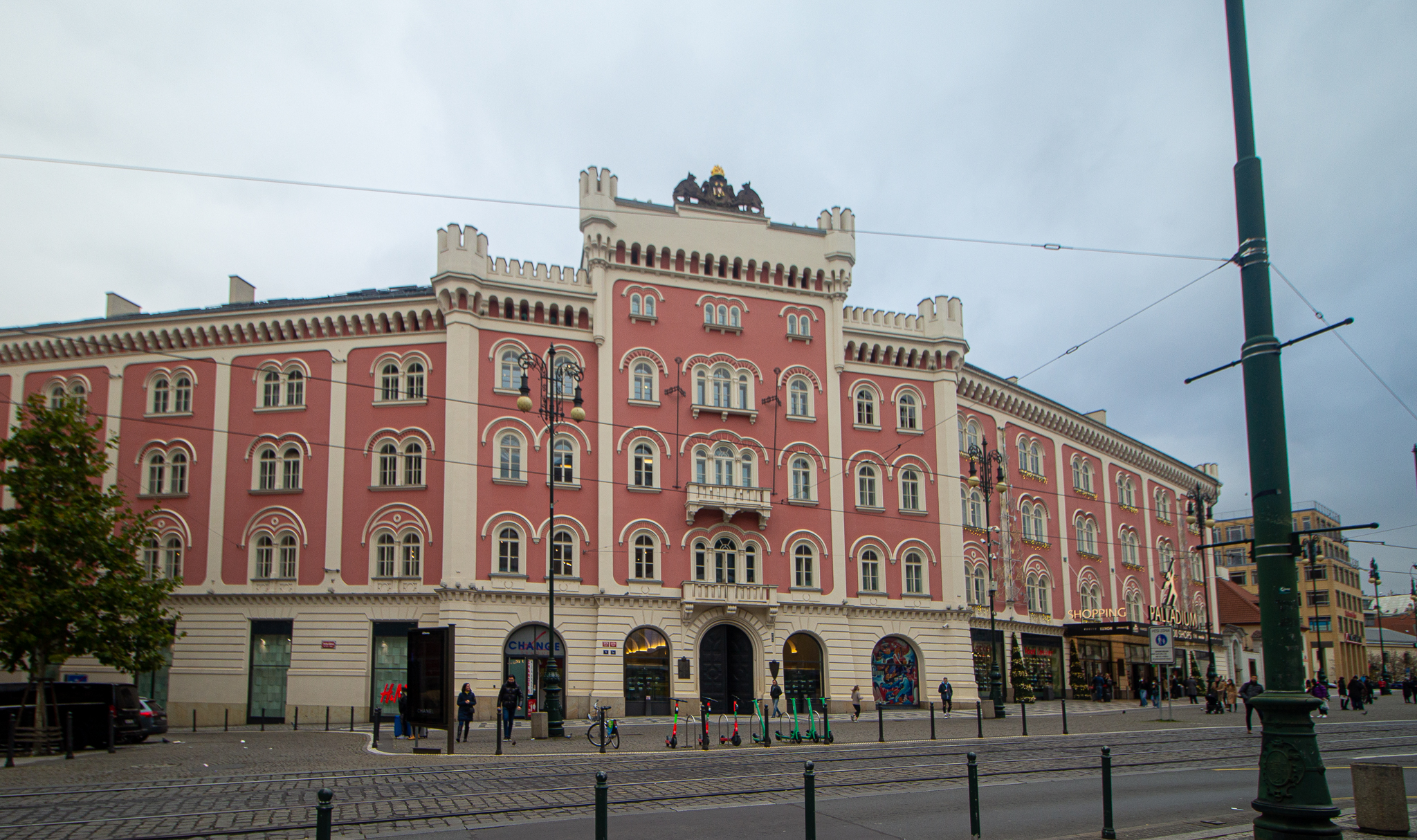
L'ancienne caserne
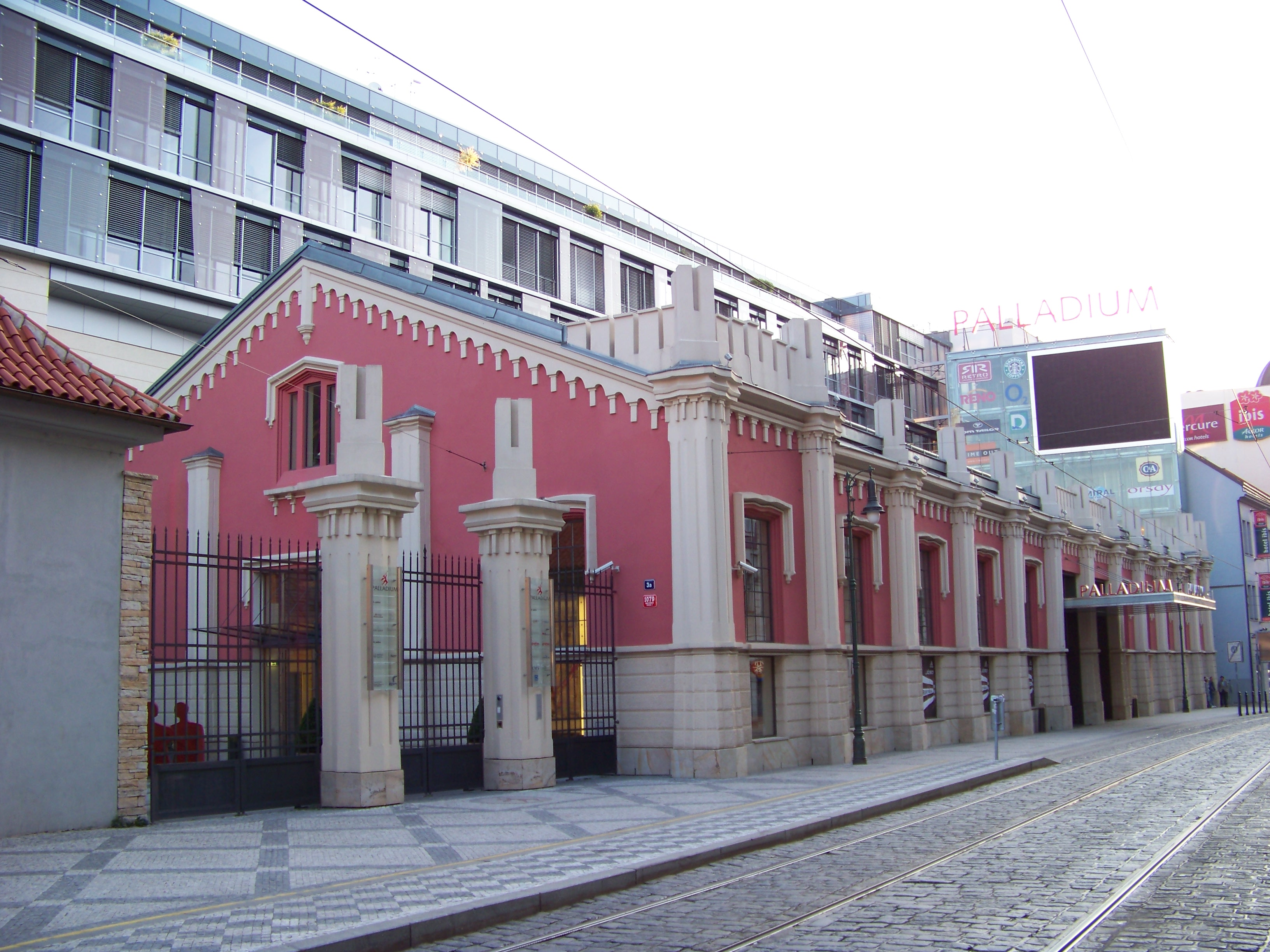
Ancien manège
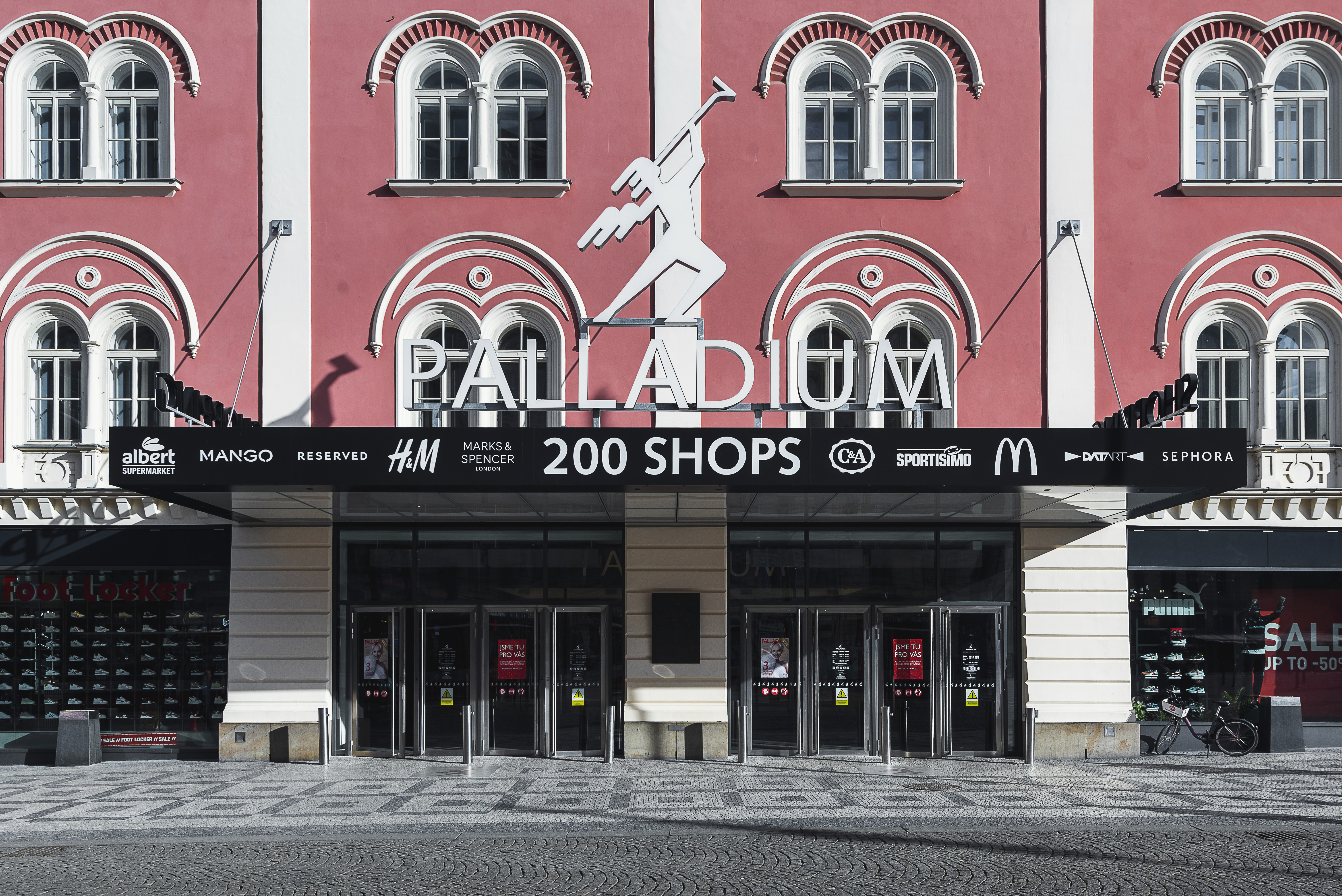
Entrée des commerces

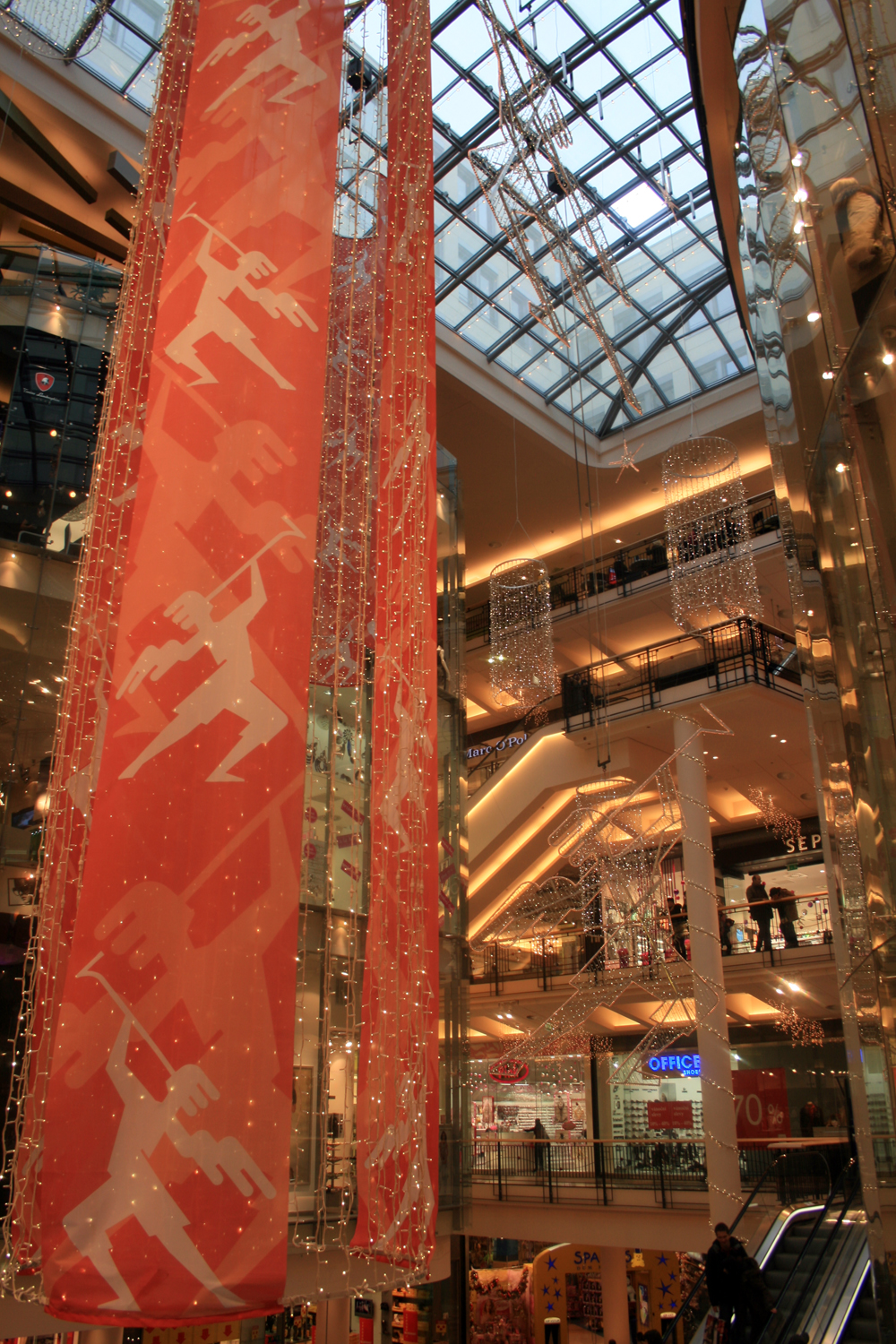
Décoration avec sigle du centre commercial.
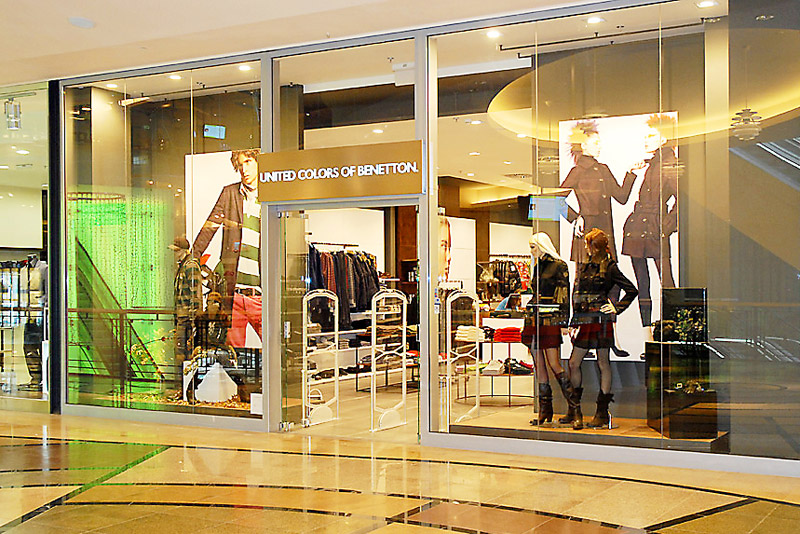
Magasin de l'enseigne Benetton.
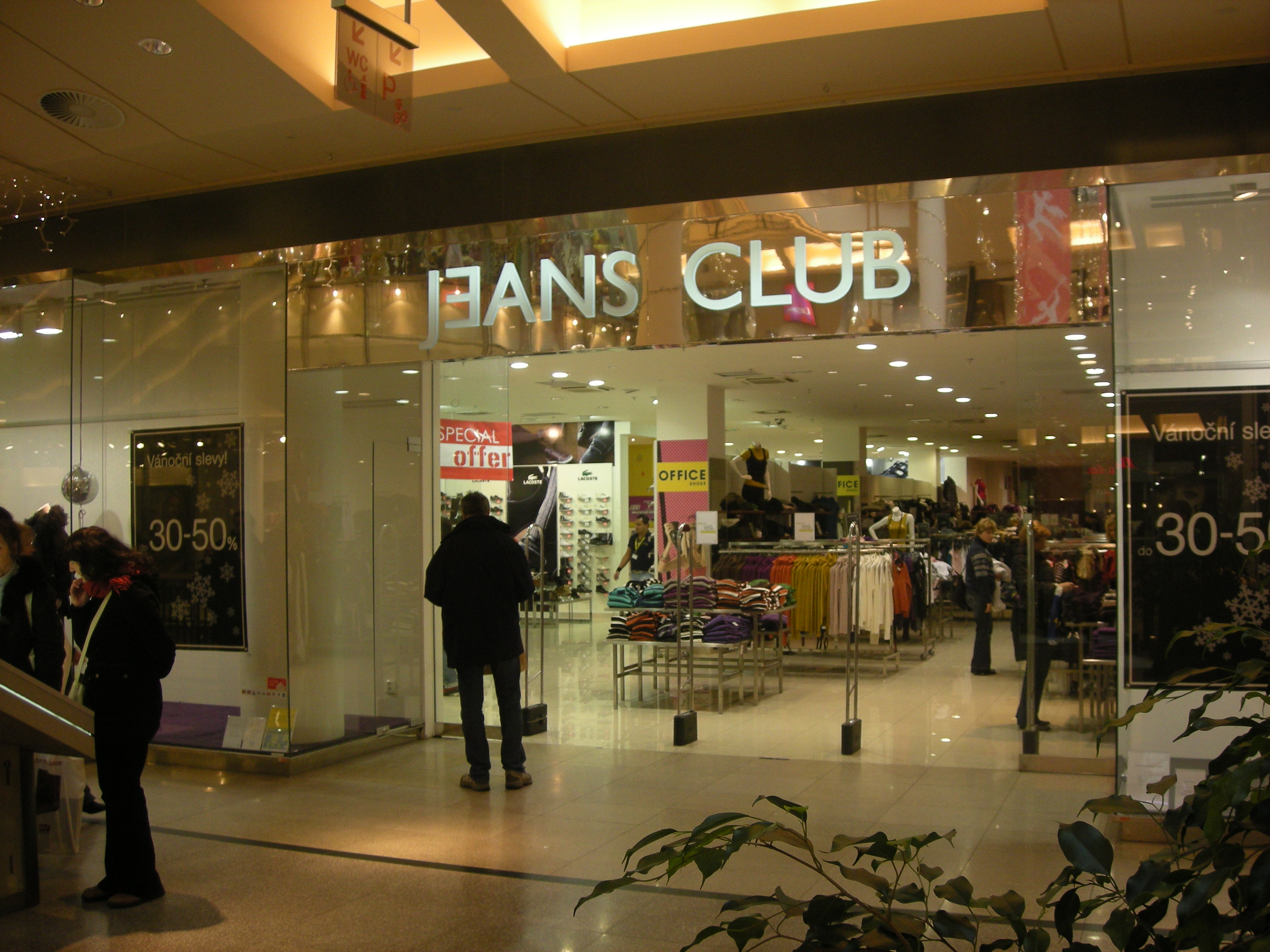
Magasin Jeans Club.
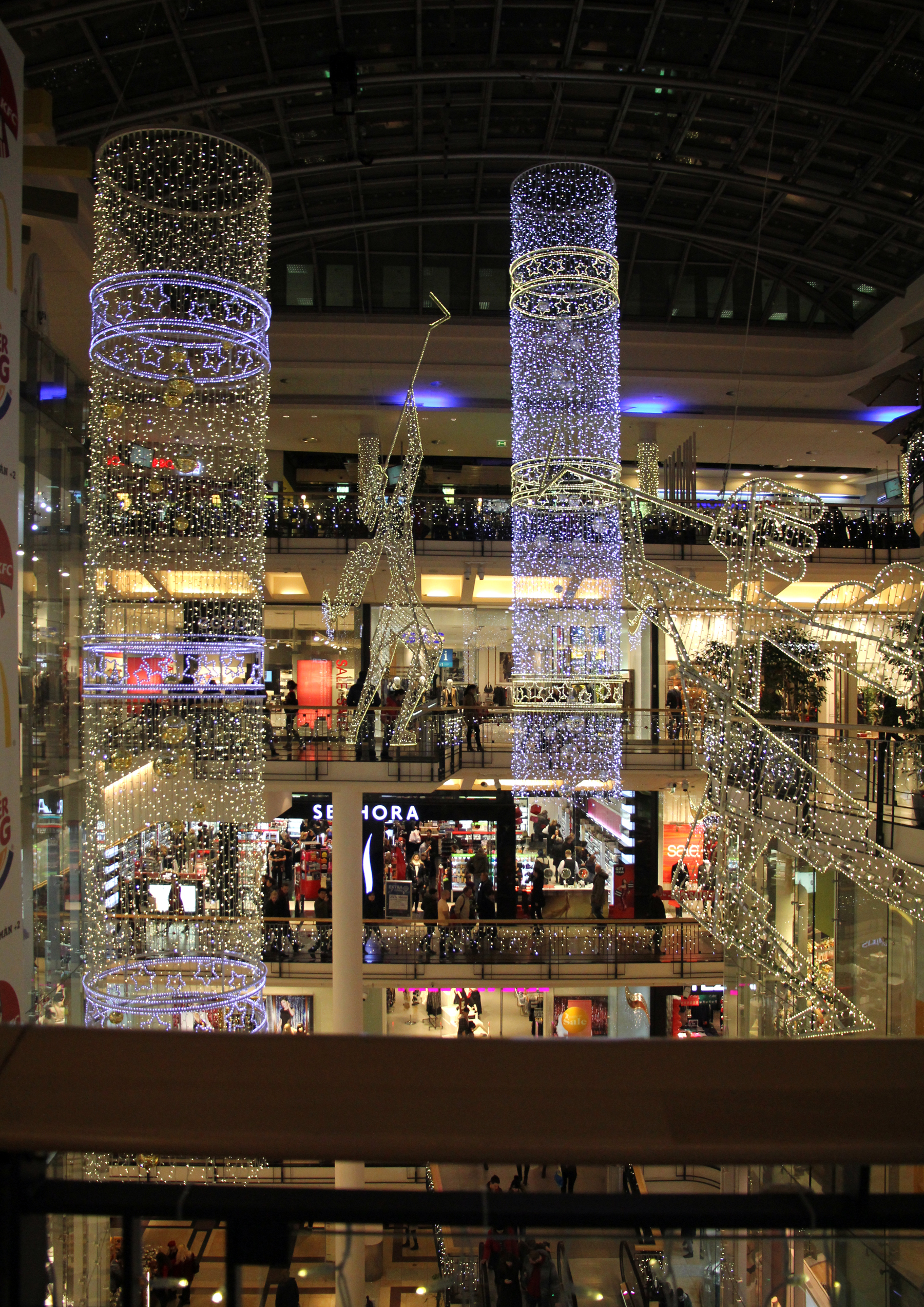
Vue de nuit intérieure en 2014.
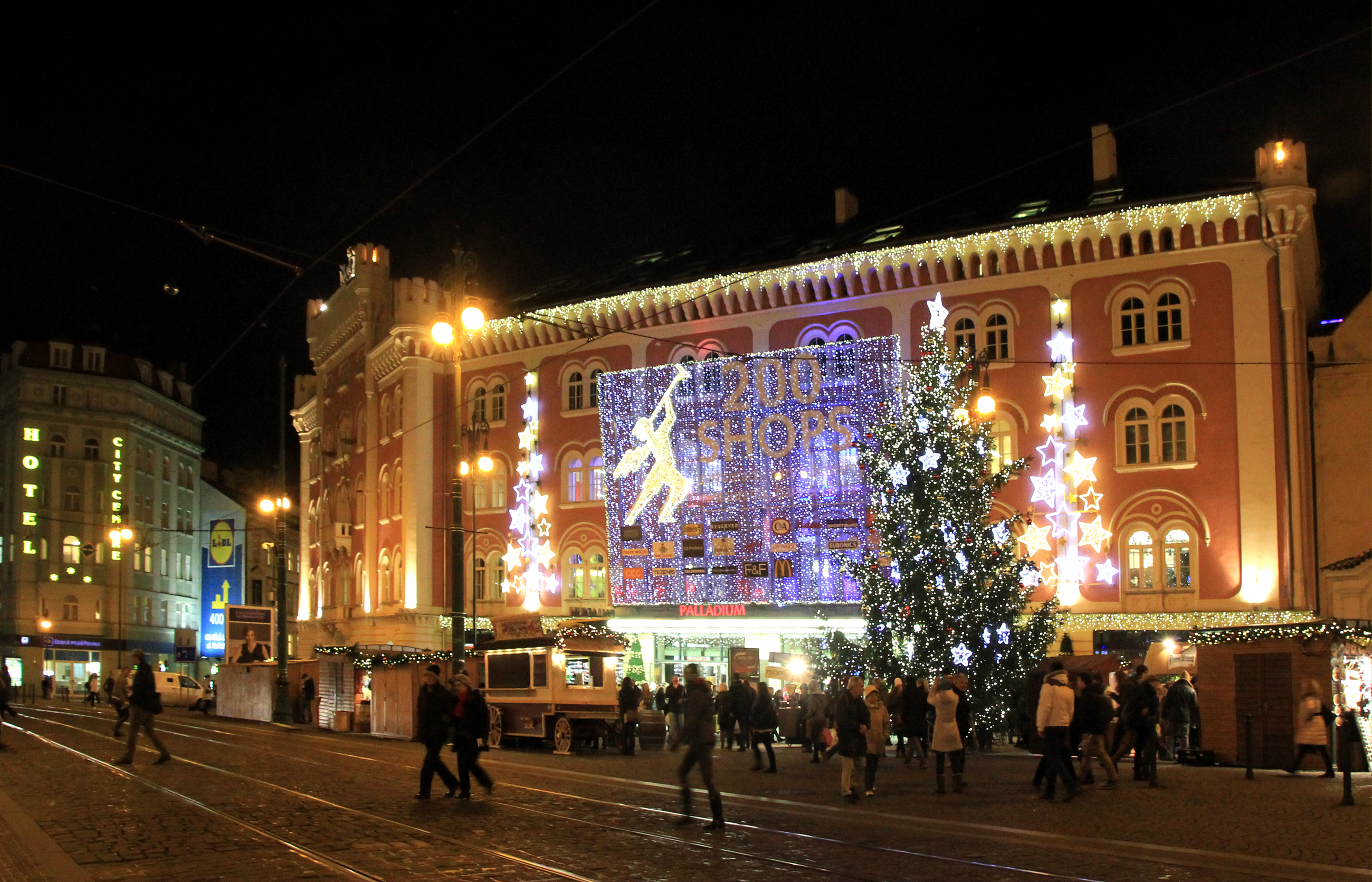
Vue de nuit extérieure en 2014.

## Accès
Le centre est accessible en métro par la station Náměstí Republiky sur la ligne B du métro de Prague.